# 阿尔伯特·华莱士·赫尔
阿尔伯特·华莱士·赫尔（英語：Albert Wallace Hull，1880年4月19日—1966年1月22日），美国物理学家和电气工程师，他为真空管的发展做出了贡献，并发明了磁控管。他是美国国家科学院的成员。

## 出版
在1918年发行的IRE论文集中，他就他发明的dynatron真空管发表了一篇文章。在他的电子生涯中，他是72份技术出版物的作者或合着者，并获得94项专利。

## 荣誉
- 1924年 富蘭克林研究所霍华德N.波茨勋章（英语：Howard N. Potts Medal）。[3]
- 1930年 IEEE Morris N. Liebmann纪念奖（英语：IEEE Morris N. Liebmann Memorial Award）
- 1958年 无线电工程师协会（IRE）“为电子管领域的杰出科学成就和开拓发明与发展”颁发的IRE荣誉勋章。

## 註解
1. ↑  英語：